# Cargolet capblanc
El cargolet capblanc(Campylorhynchus albobrunneus) és una espècie d'ocell de la família dels troglodítids (Troglodytidae) que habita boscos poc densos de Panamà i oest de Colòmbia.